# Tamera Mowry
Tamera Darvette Mowry-Housley, född 6 juli 1978 i Gelnhausen, Västtyskland, är en amerikansk skådespelerska, sångerska och röstskådespelare. Hon är tvillingsyster till Tia Mowry som hon spelade mot i filmerna Twitches (2005) och Twitches Too (2007). Tvillingarna var även medlemmar i bandet Voices från 1989 till 1993.
Mowry är sedan 2011 gift med Adam Housley och tillsammans har de två barn, en son och en dotter, födda 2012 och 2015.